# جيريمي ألين وايت
جيريمي وايت (بالإنجليزية: Jeremy Allen White)‏ (و. 1991 – م) هو ممثل، وممثل أفلام، وممثل تلفزيوني، من الولايات المتحدة الأمريكية، ولد في مدينة نيويورك.

## وصلات خارجية
- جيريمي ألين وايت على موقع IMDb (الإنجليزية)
- جيريمي ألين وايت على موقع ميتاكريتيك (الإنجليزية)
- جيريمي ألين وايت على موقع روتن توميتوز (الإنجليزية)
- جيريمي ألين وايت على موقع ألو سيني (الفرنسية)
- جيريمي ألين وايت على موقع ميوزك برينز (الإنجليزية)
- جيريمي ألين وايت على موقع تيرنر كلاسيك موفيز (الإنجليزية)
- جيريمي ألين وايت على موقع أول موفي (الإنجليزية)
- جيريمي ألين وايت على موقع قاعدة بيانات الأفلام السويدية (السويدية)
- جيريمي ألين وايت على موقع إن إن دي بي (الإنجليزية)
- جيريمي ألين وايت على موقع قاعدة بيانات الفيلم (الإنجليزية)